# (438973) Masci
(438973) Masci est un astéroïde de la ceinture principale.

## Description
(438973) Masci est un astéroïde de la ceinture principale. Il fut découvert le 2 juillet 2010 aux États-Unis par le programme WISE. Il présente une orbite caractérisée par un demi-grand axe de 3,13 UA, une excentricité de 0,24 et une inclinaison de 11,7° par rapport à l'écliptique.

## Compléments